# Gunvor G. Ericson
Gunvor Marianne Gustafsson Ericson, född 8 augusti 1960 i Vargöns kyrkobokföringsdistrikt, Älvsborgs län, är en svensk politiker (miljöpartist). Hon var ordinarie riksdagsledamot 2006–2014 (även tjänstgörande ersättare 2004–2005), invald för Södermanlands läns valkrets.
Ericson var sammankallande i partistyrelsen 1995–1997, kanslichef och biträdande partisekreterare 1997–1999 och landstingsråd i Södermanlands läns landsting 2004–2006. Hon kandiderade till riksdagen i 2006 års allmänna val och blev invald för Södermanlands läns valkrets. Hon var tjänstgörande ersättare i riksdagen för Maria Wetterstrand under dennas föräldraledighet 2004–2005.
Ericson kandiderade till posten som partisekreterare 1999, men förlorade mycket knappt mot valberedningens förslag, Håkan Wåhlstedt. 
Hon har dessutom varit partiets talesperson i folkhälsofrågor, jämställdhet och socialförsäkringar. Hon  var politiskt sakkunnig i Statsrådsberedningen 2014–2015 och statssekreterare på Miljö- och energidepartementet åt Åsa Romson 2015–2016. Därefter var hon 2016–2019 statssekreterare vid Statsrådsberedningens samordningskansli, varpå hon 2019–2021 åter blev statssekreterare i Miljödepartementet, nu med Isabella Lövin som statsråd.